# Aeolochroma ochrea
Aeolochroma ochrea är en fjärilsart som beskrevs av W. Warren 1896. Aeolochroma ochrea ingår i släktet Aeolochroma och familjen mätare. Inga underarter finns listade i Catalogue of Life.